# Экурхулени
Городской округ Экурхулени (англ. Ekurhuleni Metropolitan Municipality) — городской округ в провинции Гаутенг (ЮАР). Слово «Экурхулени» переводится с языка тсонга как «место мира». В связи с тем, что здесь находится восточная часть Витватерсранда, эту территорию ещё называют «Восточный ранд».
Административным центром округа является город Джермистон. Согласно переписи 2001 года, большую часть населения округа составляли носители языка зулу. По состоянию на 2014 год население превышает 3 миллиона человек.

## Крупнейшие города и населённые пункты округа Экурхулени
- Джермистон
- Альбертон
- Бенони
- Боксбург
- Бракпан
- Дейвитон
- Дудуза
- Кватема
- Кемптон-Парк
- Кэтлхонг